# 2022年聯合國氣候變化大會
2022年聯合國氣候變遷大會簡稱第27屆締約國會議 （COP27），由埃及主辦，2022年11月6日至11月18日於沙姆沙伊赫舉行。本次會議涵蓋三個國際公約締約國會議，包含《聯合國氣候變遷綱要公約》 第27次締約國會議、《京都議定書》第17次締約國會議（CMP17）及《巴黎協定》第4次締約國會議（CMA4）。COP27主席為埃及外交部長萨迈赫·舒凯里（Sameh Shoukry）。
會議目標是依據《巴黎協定》及《格拉斯哥氣候公約》，期望能加速、擴大規模並透過正確機制來實現承諾，具體推動氣候減緩、適應行動、氣候融資、公平轉型乃至於促進全球共同協力等相關工作。

## 會前準備
2022年1月8日，埃及環境部長Yasmine Fouad與COP26主席阿洛克·夏爾馬開會討論了COP27籌備工作。埃及主辦團隊建議各國先放下2022年俄羅斯入侵烏克蘭所引起的緊張局勢，優先確保峰會成功。2022年9月，埃及提醒英國不要放棄其氣候目標，因為英國前任首相莉茲·特拉斯上任後，建議新君主查爾斯三世不要出席COP27並獲得首肯。國王不出席峰會的決定在換了新首相之後並沒有改變，但不排除用虛擬方式（例如預錄影片）參加峰會。
COP27的標誌由圖示與文字所組成。左邊圖示由上至下，分別是太陽、地平線及太陽神阿頓，右邊圖示則以地球取代字母O。文字部分說明COP27於2022年在埃及·沙姆沙伊赫舉行。「太陽」是非洲最重要的事物之一，其升起及落下隱喻著生命周期—從出生到死亡再到重生，日光及溫暖孕育著地球生命。「太陽神阿頓」的光芒以人手的形式呈現，象徵著祂賦予人民生命、繁榮以及人們擁有的一切福祉，也代表地球所受用的陽光。「地平線」代表著分界線，要獲取什麼才能造福地球和人類，必須避免什麼才能免於危害，端賴人類的平衡與取捨。「地球」標示著人們應該容納萬物，讓地球得以保存、平衡及安全；而非洲落於圖示的中心，意味著2022年COP27在非洲大陸舉行。

### 聯合國相關

#### 聯合國大會
2022年聯合國大會上討論了氣候變遷可行方法，例如吐瓦魯、吉里巴斯及馬紹爾群島等島國啟動了新興國家倡議，丹麥和蘇格蘭也宣布了開發中國家氣候融資措施。

#### 聯合國環境署
2022年10月27日，聯合國環境署發布《2022年排放差距報告》，UNEP執行主任暨聯合國副秘書長英格·安德森在發表會上說：「人們在減少溫室氣體排放方面所做的仍然遠遠不夠。」《差距報告》證實了「還沒有可靠的途徑將全球氣溫升高限制在1.5°C，而且COP26至今為氣候緩解所做的努力仍然『嚴重不足』。」因此人類社會亟需快速轉型，否則逃生的窗戶就快關閉了。2021年全球溫室氣體排放可能創下新紀錄，但是各國最新承諾有限，2030年的溫室氣體排放量預計減少不到1%，完全不夠。必需在當前政策的基礎上，在2030年以前減少45%的排放，才能走上將全球變暖限制在1.5°C以內的軌道。聯合國秘書長安東尼歐·古特瑞斯也表示：「根據現行政策，到本世紀末全球升溫幅度將達到2.8°C，人們正走向全球性的災難。排放差距來自承諾差距，我們必須填補這個差距，就從COP27開始......我們的世界再也承受不起更多的漂綠者、假裝提議者或遲到的倡議者了。」2022年11月3日，UNEP正式發布《2022年適應差距報告》指出：要幫助脆弱國家和社區應對全球暖化危機，強有力的「氣候減緩」和「氣候適應」至為關鍵。雖然84%以上的國家都規劃了國家級適應方案，但是轉方案成行動的「融資」尚未跟上，投注在發展中國家的國際適應資金比估計需求量低了5～10倍，而且差距還在擴大。應該從規劃、融資及實施的起始階段就考慮適應及減緩間的連動，才會更有綜效。另外也需要強力的政治意願來增加適應投資，方能提升成果。呼應了UNEP參與COP27時所聚焦的主題：氣候適應、氣候融資及公正過渡（以顧及受氣候危機影響最嚴重的國家、社區及群體的發展需求）。

#### 糧農組織
氣候變化威脅著人們確保全球糧食安全、消除貧困和實現永續發展的能力。糧農組織在COP27前陸續發表了《糧農組織2022-2031年氣候變化策略》、《打造有彈性之氣候智能農產品價值鏈時的風險管理—氣候服務的作用》、《2022年世界森林狀況：用來促進綠色復甦並建設包容的、可復原的且永續之經濟的森林路徑》等相關報告，提醒農業食品系統也是氣候危機解決方案的核心。糧農組織將和國際農業研究諮商組織（CGIAR）及洛克菲勒基金會在COP27會場藍區聯合打造「糧農館」，適時展現兩個新主題及其協同效應：FAO氣候策略及FAO科學及創新策略。

#### 世界氣象組織
世界氣象組織（WMO）於2022年11月發表《2022年全球氣候當前狀況》，從大氣層、土地、海洋、永凍圈及極端氣候事件來剖析全球暖化對於人類所造成的風險及衝擊，報告指出：過去八年是有紀錄以來最熱的八年，全球暖化1.5°C的限制如今已「幾乎觸手可及」。WMO將參與COP27並優先關切下列議題：
- 全球早期預警系統（2027年前）
- 系統觀測融資機制（SOFF）
- 水與氣候聯盟
- 由 WMO 協調開發的全球溫室氣體監測基礎設施
- 為氣候行動打造的氣候科學及服務

#### 聯合國教科文組織
2022年11月3日，聯合國教科文組織及國際自然保護聯盟發表的報告《世界遺產—冰川：氣候變化的哨兵》指出：到2050年世界遺產中的冰川有三分之一將會消失，諸如非洲乞力馬扎羅山國家公園及中國雲南三江並流保護區等，如果全球升溫不超過 1.5°C（相較於前工業時期），還有可能挽救另外三分之二的冰川，這將是COP27面臨的重大挑戰。

#### 國際貨幣基金組織
國際貨幣基金組織（IMF）在《世界經濟展望》（2022-Oct）預警，進一步推遲氣候政策將會損害經濟成長，轉型到綠色未來是有代價的，越晚推動代價就越大。
YOUNGO
聯合國氣候變化框架公約官方青少年組織（YOUNGO） ，將於COP27期間在沙姆沙伊赫舉辦第17屆聯合國氣候變化青年大會（COY17）。邀請全球140多個國家的數千名年輕改革者齊聚一堂，共同拯救地球。會議包括四大部分：
- 打造全方位能耐：來自140多個國家的代表將參加一系列全體會議及分組會議，主題是「氣候變化如何影響不同部門和行業」。
- 各國文化交流：實體互動及線上交流採互動式沉浸設計，可探索各自代表的不同文化。
- 技巧研習工作坊：將舉辦各種工作坊，例如推銷、募款、活動安排、青年動員及公開演說。
- 提出政策文件：COY17最實質的產出是提出立場聲明或政策說明書，代表青年在聯合國氣候談判中發聲。

## 啟動階段

### 非洲大陸的挑戰

柯本氣候分類法的中東地圖。

政府間氣候變化專門委員會（IPCC）在2021年10月發布的報告， 認為非洲是最容易受到氣候變遷影響的大陸之一，預計到了2030年將有超過1億的非洲人受到全球變暖的實際威脅。例如評估項目「全球升溫1.5°C下，強降雨及相關洪災會加劇且更為頻繁」，團隊有高度信心認為非洲與亞洲將承受此風險。因此許多非洲國家、非政府組織和評論家希望，COP27在非洲國家舉辦可以讓非洲國家社會人民及其迫切需求更廣為人知，尤其是補償發展中國家共同對抗全球變暖時所承受的損失。
2022年10月3日登場的非洲氣候大會（PRECOP27 NDC 2022），被視為COP27的前哨與暖場。50個國家／地區環保首長及環保團體闡明相關立場，以利在11月COP27進行討論。非洲產生的碳排放量不到全球4%，卻深受氣候變遷帶來的嚴重危害，氣溫上升速度超過全球平均水平，但是受益的氣候融資卻不到5%，希望已開發國家要趕緊承諾，將非洲氣候融資規模擴大至1.3兆美元。

### 埃及的人權背景
峰會開始之前， 阿拉伯人權資訊網（ANHRI）等組織對於埃及的言論自由及相關人權現況表示擔憂，懷疑峰會召開時相關團體能夠抗議到甚麼程度。批評者還提出2013年以來，在埃及總統阿卜杜勒-法塔赫·塞西主政下，形成的威權政治以及大規模地監禁社會公民與管制不同意見的情形。已被監禁的政治活動家Alaa Abd El-Fattah也批評COP27：「有這麼多國家可以主辦COP27，卻選擇一個禁止抗議、會把所有人都送進監獄的國家，就可以看出世界各國是怎麼處理氣候議題的。」加拿大記者娜歐米·克萊因、美國環保主義者Bill McKibben 和英國綠黨議員卡羅琳·盧卡斯等人共同簽署了一封信件，詳細說明了對於在埃及舉辦COP27的憂慮。
2022年7月15日，白宮顧問Jerome Foster II和英國氣候正義活動家Elijah Mckenzie-Jackson致函UNFCCC執行秘書Patricia Espinosa，以譴責大會選擇埃及當做COP27主辦國。信中表達對於埃及壓制LGBT權、婦女權及公民權的擔憂，並要求會議移到更安全的非洲國家舉辦。還是有不少人權組織（例如國際特赦組織及人權觀察）認為埃及可以趁著舉辦COP27的機會，減少對公民權利的限制；並主張在COP27結束後釋放政治犯，以創造安全的倡議環境。
英國衛報報導，埃及用秘密註冊程序來避免某些批評政府的公民社會團體參加COP27。經過埃及外交部、環境部和社會團結部私下篩選過的非營利組織，才能夠註冊參加氣候峰會；但是申請過程和挑選標準並沒有公開。
2022年9月12日，人權觀察採訪十多位在埃及從事環境問題工作的活動家、學者、科學家及記者，並發表報告：埃及政府嚴格限制了包括環保組織在內的獨立非政府組織，因而大幅度削弱這些組織獨立宣傳的能力及其保護自然環境的田野工作。其他批評還有埃及政府在氣候變遷及減少使用化石燃料上似乎缺乏作為。埃及為了恢復COVID-19疫後經濟所以調高飯店價格，讓人擔憂峰會將使各國的負擔加重，也降低參加會議的包容度。
2022年10月21日，瑞典環保工作者格蕾塔·童貝里在Twitter推文：「我們和埃及的良心犯站在同一陣線。」以呼應COP27埃及人權聯盟的請願：「沒有開放的公民空間，就沒有氣候正義。」認為想要應對氣候危機，言論自由及獨立報導權相當重要，呼籲埃及當局釋放被監禁的人權鬥士及記者，並解禁獨立媒體及公民網站。2022年10月30日，童貝里表示不會出席COP27。

### 響應

#### 歐盟執行委員會
歐盟執行委員會將在11月COP27氣候峰會及12月COP15生物多樣性大會上，提出更具雄心的方案。包括通過「緩解工作計劃」、終止成效不高的化石燃料補貼方案、逐步減少煤炭使用及甲烷排放，並讓這些工作緊密連結到全球升溫1.5°C 的目標。歐盟履行承諾的方式除了立法並在成員國中實施，還會根據「Fit for 55草案」談判結果，彈性增加其國家自主貢獻（NDC）。至於氣候融資，歐盟將在COP27峰會上鼓勵各國及企業增加捐款，在2023年實現1,000億美元的總體目標，到2025年要讓氣候融資比2019年時增加一倍。另外制定新的氣候融資總體量化目標，並讓所有資金流動符合《巴黎協定》。關於COP15生物多樣性大會，歐盟的談判任務則是要建立全球生物多樣性框架應用在自然保護、恢復、利用和融資等領域的相關目標，包括2050年遠程目標及2030年可衡量目標。相關里程碑包括：
- 2030年前恢復30億公頃土地和30億公頃海洋；

- 讓那些因為集約化耕作、林業、漁業及其他活動，造成生物多樣性減損的退化地區恢復原貌；

- 在馮德萊恩執委會承諾將生物多樣性的外部資金增加一倍後，接著要籌集更多資源，特別是協助世上最脆弱的那些國家。[61]

#### 氣候行動組織
COP27期間，氣候行動組織（Climate Action）也將同步於沙姆沙伊赫舉辦「永續創新論壇」（SIF），邀請多方利益相關者共同參與討論，突顯「實體經濟」在淨零轉型中的重要功用，努力實現永續發展目標並達到淨零排放。另外將在COP27會場綠區設立「氣候行動創新區」，期待能將各國政府、城市、地區、企業和投資者連結起來，加速實施更強大、更有企圖心的氣候行動。

#### 世界氣候基金會
世界氣候基金會（World Climate Foundation）主辦的2022「世界生物多樣性峰會」，目標是在安全的地球環境內促進經濟，同時要實現《巴黎協定》的目標，並撐持2020年後全球生物多樣性框架。峰會的第二站也選在沙姆沙伊赫，於2022年11月13日～14日舉行，做為COP27的支線會議。

#### 以利亞宗教交流協會
以利亞宗教交流協會（Elijah Interfaith Institute）、跨宗教永續發展中心（ICSD）及美國非營利組織Peace Department，於2022年11月8日～13日共同舉辦「重返西奈山—呼喚氣候正義及懺悔儀式」，在埃及·沙姆沙伊赫、達哈布及西奈山等地，邀請猶太教、伊斯蘭教、基督教、佛教及印度教宗教領袖來闡明宗教與生態間的聯繫，並促使人們採取行動。接著將於2022年11月14日～16日在COP27沙姆沙伊赫國際會議中心舉辦新聞發布會，主題為：宗教領袖宣布氣候正義的十項普遍戒律、宗教人物分享教區內氣候行動的具體步驟、西奈山氣候懺悔儀式的報告。

### 其他
世上最大的塑料污染者可口可樂公司贊助COP27，被批評是在「漂綠」。
2022年8月，美國總統拜登簽署《降低通膨法案》（Inflation Reduction Act），被認為是美國史上最大的氣候變遷投資，預計投入近3,700億美元於溫室氣體減排和能源安全相關項目，為COP27投下震撼彈。2022年10月28日，白宮表示總統拜登將出席COP27。
2022年10月27日，英國新任首相里希·蘇納克宣布不會參加COP27氣候峰會，被批評為「沒有領導力」。反對黨及環保組織認為這樣代表英國政府不夠重視氣候危機，但是唐寧街表示首相還有「其他要緊的國內事務要處理，諸如秋季預算案。」 因為財政部試圖填補高達400億英鎊（約462.8億美元）的預算缺口，所以「英國將指派相關大臣還有COP26主席阿洛克·夏爾馬代表出席。」雖然阿洛克·夏爾馬不再以COP26主席的身分出席英國內閣會議。2022年11月3日，蘇納克推翻了先前的決定，表示會參加COP27，以延續格拉斯哥COP26的談判成果，兌現在2030年前停止森林砍伐的承諾，並就清潔及可再生能源與各界建立起新的伙伴關係。
2022年10月29日，法國大使表示總統馬克宏將參加COP27。
2022年11月1日，英國前首相鮑里斯·強森確認將參加COP27，他認為英國主辦的COP26固然取得重大成果，但是面對氣候危機時更應該向前看，出席是為了分享些許英國經驗。

## 會議期間

### 與會狀況

#### 出席者
用與會者人數來估算的話，COP27是僅次於格拉斯哥COP26的第二大會議。包含196個國家、120位世界領袖，總計有33,449人參與。這是首次沒有觀察員國的締約方會議，所有參與國（包括梵蒂岡）都批准了聯合國氣候變化框架公約。來自1,751個非政府組織的參與者有11,711 名。代表團人數最多的國家前三名是：阿拉伯聯合酋長國（1,073人）、巴西（573人）、剛果民主共和國（459人）。多個阿拉伯國家也都名列代表團出席人數前10名。出席（或預計出席）的國家元首有美國總統喬·拜登和氣候特使約翰·凱瑞、法國總統馬克宏、德國總理奧拉夫·舒爾茨，歐盟委員會主席烏爾蘇拉·馮德萊恩也出席。

#### 未出席者
沒有出席的國家元首有中國領導人習近平（由氣候變化事務特使解振華率團出席）、印度總理莫迪、俄羅斯總統普丁、澳大利亞總理安東尼·艾班尼斯以及巴西總統雅伊爾·波索納洛。

### 行程及活動
11月7日至8日，「世界領導人峰會」揭開COP27序幕，第一週討論氣候融資、減碳、氣候變化適應及農業等主題；第二週討論性別、水資源、能源、氣候賦權及生物多樣性。法國總統馬克宏、荷蘭首相馬克·呂特和塞內加爾總統麥基·薩勒將舉辦一場關於加快非洲適應氣候變化的活動。印度除了打算激勵其他國家提供技術來應對氣候及災害，還要明確界定氣候融資及其定義。
為了加強保護各國元首的安全措施，會議開幕當天的某些活動場所可能會配合關閉，會議第二天後再重新開放。有些非政府組織批評了這個做法。進入展館的媒體記者可能也會受到嚴格限制。

### 開幕日
在開幕致詞中，埃及總統阿卜杜勒·法塔赫·塞西呼籲各國對氣候變化採取行動，並注意近年來極端天氣事件的影響。巴貝多總理米亞·莫特利呼籲氣候融資要改採捐贈而非貸款的方式。

### 談判焦點

#### 損害賠償
東道主埃及與目前G77主席巴基斯坦是最大推手，首次把「氣候損失及損害賠償」成功納入談判議程。將討論全球暖室氣體排放最多的富裕國家，應該向正在受氣候災難之苦卻不是他們造成的較貧窮國家，支付賠償費用及其相關機制。例如億萬富豪上太空一趟11分鐘旅程所帶來的高碳排，卻要碳排量僅占全球不到1％的巴基斯坦來承受氣候後果—2022年夏天巴基斯坦三分之一國土被洪水淹沒，損失約300億美元。
有些國家宣布增加資金來支持氣候損失和損害，包括紐西蘭（2,000萬美元）和奧地利（5,000萬歐元）。

#### 氣候適應
COP27主席國埃及，於當地時間11月8日公布行動計畫，敦促世界各國在2030年底前共同採取應對方案，包括廚餘量減半（每年100億美元清潔烹飪創新融資）、農作物增產並逐步轉型為低碳減排永續農業、保護並恢復約4億公頃關鍵生態系統的土地、安裝智能預警系統以保護30億人、投資 40 億美元保護全球紅樹林等30個項目，以協助因氣候變化引發之乾旱及糧食短缺致使生活陷入困窘的40億人。

#### 氣候融資
美國國際開發金融公司試圖增加投資，以幫助低收入國家應對氣候變化的不同影響。諸如購買綠色票據，轉貸給埃及的太陽能專案、提供貸款以擴大印度的清潔交通、貸款給美國太陽能電池板製造商以支持可再生能源及其下游供應鏈（如印度的工廠）、提供資金給保護國際基金會，來維護墨西哥、秘魯及哥倫比亞的關鍵生態系統、直接投資太陽能發電廠，以永續的氣候友好方式來支持非洲經濟發展。
如果非洲國家要將升溫限制在1.5°C並應對氣候變化的最大影響，根據《巴黎協定》要貫徹執行2020～2030年國家自主貢獻（NDCs），總計需要約2.8兆美元的氣候資金，但是目前非洲每年氣候資金流只有300億美元，落差將近2,500億美金。另一方面，2022年全球已開發國家可提供及調動的氣候資金規模估計為970億美元（場景1）或920億美元（場景2），對世界總體所需資金而言顯得相當不足。

#### 減碳實踐
美國提出了碳信用體系，以促進低收入國家的能源轉型。德國及丹麥承諾將為G7及V20所建立的「全球氣候風險盾牌」提供1.7億歐元以上的資金，幫助低收入國家應對氣候災害。非營利組織聯盟CLIMATE TRACE架設了新網站以顯示溫室氣體排放的確切來源，目的是向公眾提供正確的信息，避免官方自我美化、不透明的、過時的或無法檢驗的數據。

#### 森林砍伐
2022年11月14日，森林與氣候領袖夥伴關係（FCLP）在COP27啟動，以落實140多國在COP26上的承諾：在2030年前遏止森林流失及土地退化。27個國家（佔全球GDP60%以上及全球森林面積33%）已經加入FCLP的新計畫，包括調動資金以落實行動、具體支持原住民及當地社區，以及加強保護高度原始森林；例如英國政府宣布正在制定9,000萬英鎊的新計劃好保護剛果盆地，剛果盆地是世上最高效的碳匯，支持8,000萬人的生計，也是10,000種熱帶植物及森林象、黑猩猩等瀕危物種的家園。
COP27會議中宣布COP26迄今，2021-2025年投入保護及恢復森林的120億美元資金已經運用26.7億美元，公共及私人捐助者承諾要再追加45億美元。FCLP將舉行年度會議並發布全球進度報告，獨立評估全球實現2030年目標的進展情況以及FCLP本身的進展，確保「問責制」。同時，發展中國家正依據REDD+機制（減少森林砍伐及森林退化）持續採取具體行動來保護森林，大約有60個發展中國家已經在UNFCCC架構下推動各項方案，核實的減排量超過90億噸。無獨有偶，巴西、印尼、剛果（占了世界熱帶雨林52%）也在G20峰會上聯合聲明，將努力溝通「新的永續融資機制」，以幫助發展中國家維護其生物多樣性，並通過REDD+來增加資金，更要號召其他國家共同保護橫跨九國的亞馬遜盆地。

#### 性別平等
聯合國婦女署執行主任西瑪·薩米·巴胡斯（Sima Sami Bahous）在COP27性別專題日（11/14），向大會提出三個日標，希望能促進性別平等：
1. 採取特別措施（例如保障名額）以增加婦女及女童在各級決策中得以充分、平等及有意義地參與及領導，並解決不平等問題，諸如在獲得及控制生產資源（如金融、技術、土地）方面的不平等現象，尤其是貧困和邊緣社區的婦女。（CSW66[106]）
2. 建立替代發展模式來確保女性得到公正過渡。
3. 締約方大會關於全球投資的決定要確保可以支持和保護婦女團體（包括年輕婦女在內），特別針對發展中國家的婦女及女童，有意識並直接地擴大與培養婦女的技能、適應力及知識；此外還要囊括專項投資來保護婦女及消除重大障礙。

#### 成果草案
2022年11月17日COP27發布的〈大會決議事項非正式文件〉算是本次峰會的第一份成果草案，議程接近尾聲，討論尚未結束，雖然關鍵問題頗有分歧，篇幅20頁也被認為像是怪物（COP26決議只有7頁），貝里斯及小島嶼國家聯盟大使Carlos Fuller 甚至說：「現在就只是長長的購物清單。」這份草案還是反映了本屆峰會討論過的所有要素：從框架-過渡到全面實施-企圖心、支持促進實施（資金、技術、能力建設）、氣候減緩、氣候適應、損失及損害、透明度、合作及跨領域行動、全球盤點和定期審查，以及非締約方利益相關者（青年、兒童、婦女、女孩、城市、地方社區及原住民）。此外還重申《巴黎協定》相關條款，並感謝相關單位（如IPCC、SBSTA等），歡迎繼續貢獻。
2022年11月18日COP27發布〈 全體決定草案〉，共計10頁，除了回顧《巴黎協定》相關條款，也再次確認對於氣候變遷及相關議題的共同認識，並針對科學、增強企圖心及執行力、能源、氣候減緩、氣候適應、全球氣候適應目標、損失和損害、方案實施及公正過渡方法、金融、新氣候融資集體量化目標（NCQG）、綠色氣候基金/全球環境基金/適應基金之增資（GEF/GCF/AF）等主題，做出99項決議（含討論中尚未明文的決議）。
2022年11月20日，联合国气候峰会的谈判代表达成了全面气候协议。根據該協議，各方同意设立一个基金，以补偿不發達國家因发达国家的碳污染而遭到的极端天气傷害。

### 抗議

#### 抗議區
COP27設立了專門的抗議區以及兒童青年館，讓年輕人不再只能在場外呼喊。但是非政府組織埃及權利及自由委員會（ECRF）指控埃及政府安全部隊在街上設置檢查站盤查民眾，並鎮壓抗議和運動人士，近日已逮捕93人。

#### 要求釋放異議人士
埃及作家Alaa Abd El-Fattah過去九年因為激進言行及批評埃及政府而被監禁，2022年10月下旬以來一直在絕食，峰會開始後並停止喝水。國際社會加大力道要求埃及政府予以釋放，英國、法國及德國領導人會見了埃及總統並進行遊說，聯合國人權事務負責人福爾克爾·蒂爾克更要求一併釋放其他政治犯。

## COP27決議事項

### COP27大會
COP27通過25項決議草案，CMP17通過8項決議草案、CMA4通過22項決議草案（內容），包括沙姆沙伊赫實施計畫、新氣候融資集體量化目標、全球氣候觀測系統實施方案以及相關評估、工作指南及事務報告等。
今年正式列入議程的「損失與損害」氣候賠償議案，大會最終拍板定案，由締約方富裕國家提供資金以補償受氣候變遷影響的弱勢國家，堪稱峰會最大突破。小島嶼國家聯盟主席Molwyn Joseph有感而發：「30年來的使命總算往前推進。」巴基斯坦氣候部長雪莉・雷曼也說：「我相信我們已經在如何共同努力實現氣候目標方面取得進展。」
但是各界對於峰會並未強化減碳目標、進一步淘汰或削減化石燃料感到失望。並擔憂相關氣候承諾可能落空，諸如：2020年就應啟動的1,000億美元氣候融資並未跟上、碳市場被削弱及灰色地帶問題、氣候減緩工作計畫以及公正能源轉型皆有推遲及未嚴格落實的傾向。
其他亮點還有：美中重啟氣候談判；「全球甲烷承諾」簽署國從105國增加到150國，承諾2030年甲烷減排三成。中國雖然沒簽，但其氣候特使解振華表示中國已經完成甲烷減排草案等待批准；COP27討論了改組世界銀行、國際貨幣基金及多邊開發銀行的可能性，有望釋出上兆美元氣候資金，降低窮國貸款利率等措施；全球第三大產煤國印尼在G20會議上宣佈簽署「公正能源轉型夥伴關係」（JETP），提前10年達成淨零目標，代價200億美元；聯合國發布了第一份反漂綠報告，為漂綠畫出紅線，提出淨零承諾標準。

#### 沙姆沙伊赫實施計畫
2022年11月20日發布〈 COP27決議—沙姆沙伊赫實施計畫〉（修訂版），共計10頁，針對科學與危機感、加強企圖心及執行力、能源、氣候減緩、氣候適應、損失及損害、早期預警與系統化觀察、實施—公正過渡途徑、金融、技術轉移及部署、能力建構、深思熟慮、海洋、森林、農業、加強實施—非締約方利益相關者的行動等16個項目，做出62項決議。
〈沙姆沙伊赫實施計畫〉承認氣候變化是人類共同關心的問題，期許締約方在採取行動應對氣候變化時，對於人權應該加以尊重、促進及思考各自應盡之義務，所謂人權包含：有權要求清潔、健康及永續的環境；健康權；原住民、地方社區、移民、兒童、殘疾人士及弱勢群體的各項權利；發展權；性別平等、婦女賦權以及代際平等。締約方也注意到確保所有生態系統完整很重要，包含森林、海洋和冰凍圈；應該保護生物多樣性（即某些文化所謂的地球母親）；以及採取行動應對氣候變化時「氣候正義」的重要性。

#### 聖地牙哥網絡
重申2013年COP19決議（2/CP.19），在華沙國際機制中處理氣候變化影響及相關損失與損害的問題，並責成聖地牙哥網絡秘書處於2023年前，以透明、公平和中立的方式強化其體制。
然而進一步的氣候資金安排、多邊開發銀行挹資及締約方更新承諾等，則是連文字選項都沒有。可能會嚴重打擊中低度開發國家對國家自訂貢獻之信心及更新動機。從國際法角度來看，結果並不令人意外。因為「損失與損害」需先確認責任歸屬，才有後續賠償機制，但是相關判斷及救濟分配，涉及諸多複雜議題，以及新氣候融資集體量化目標，於是決議延至CMA5（2023年11月）及CMA6（2024年11月）繼續審議。

#### 新氣候融資集體量化目標（NCQG）
重申NCQG旨在幫助加快實現《巴黎協定》第2條，制定新的2024年集體量化目標，並應借鑑發達國家2020年起每年聯合調動1,000億美元的目標，NCQG之審議需同時考慮發展中國家的需求和優先事項；請聯合國秘書處綜整需提交之材料，以利CMA5及2023年NCQG高級別部長級對話中討論。
聯合國氣候變化執行秘書西蒙·斯蒂爾說：「這份文本給我們保證，沒有倒退餘地......關於損失與損害資金長達數十年的對話後，我們終於確定前進的方向——可以好好審議我們如何應對氣候變化的衝擊，特別是生活及生計最深受其害的地區。」

### MP-GCA
全球氣候行動馬拉喀什夥伴聯盟（MP-GCA）動員了許多利益相關者，在COP27推動了相關成果：
1. 縮小適應差距、強化復原能力：致力於公平、全面及合作的方式，將非締約方利益相關者的貢獻加以拓展，以解決損失及損害問題，如此提高適應力及復原力，做為永續發展路徑的實施基礎。例如：啟動「水適應及恢復力行動倡議 （AWARe）」，將水當作適應及恢復力行動的中心，為地球及人類提供適應解決過渡方案，並從世上最脆弱的非洲社區與生態系統開始。倡議有三個主要優先事項：減少水資源流失並改善全球供水；提出並支持實施共同商定的水適應合作行動政策、方法及其協同效益；促進水及氣候行動間的合作與相互聯繫，以實現2030年永續發展目標進程，特別是目標六：確保所有人都能享有水及衛生及其永續管理。[129]:3-4
2. 增加氣候行動資金：擴大資金規模及改革金融體系，以支持氣候相關轉型，努力支持創新並且正直誠實地抓住債務管理及碳市場等機遇。例如：在高級別倡導者的支持下，COP27大會發布了擴展綱要，包括128個項目總計1,280億美元資金，優先解決以國家自主貢獻及區域優先事項為本的緩解和適應事宜。[129]:5
3. 加速行動：推行零碳發展需求的行動，全面地聯繫各區域來共同推動，方能匹配當地及區域條件，並產生公正、經妥善管理以及有資金支持的轉型。例如：在高級別倡導者的支持下，COP27大會啟動了「永續糧農轉型倡議」（FAST），以提高氣候融資的貢獻數量及質量，在2030年之前轉型農業和糧食系統，支持氣候適應並維持升溫1.5°C的減緩路徑；同時支持糧食和經濟安全。[129]:7-8
4. 建立信用及信任：通過進度追踪及報告、建立最佳實踐、並逐步地將自願行為同經濟基本規範聯繫起來，努力縮小信用落差且強化問責制。例如：由法國總統馬克宏及聯合國氣候特使邁克爾·布隆伯格創建的氣候數據指導委員會提議：創建公開的氣候數據實用程序，提供與關鍵氣候轉型相關數據的集中資料庫，允許所有利益相關者輕鬆存取及應用。該計畫應該設計並建造成UNFCCC全球氣候行動門戶（GCAP）的一部分，讓大家認識UNFCCC的核心功能。[129]:10-11

## 外部連結
COP27官方網站 （页面存档备份，存于）
UNFCCC COP27專頁 （页面存档备份，存于）
PRECOP27 NDC 2022 （页面存档备份，存于）